# Atletisme als Jocs Olímpics d'Estiu de 1912
Als Jocs Olímpics de 1912 celebrats a la ciutat d'Estocolm es disputaren 30 proves d'atletisme a l'Estadi Olímpic d'Estocolm, totes elles en categoria masculina.

## Detalls
Les proves atlètiques s'incrementeren en quatre respecte als anteriors Jocs Olímpics de 1908 celebrats a Londres. En aquesta edició s'incorporaren al programa olímpic les curses de 5.000 i 10.000 metres, sent eliminada la prova de les 5 milles. Els 400 metres tanques no es disputaren en aquesta ocasió, sent l'única absència d'aquesta prova atlètica des de la seva aparició en l'edició de 1900 fins a l'actualitat.
Els relleus 4x100 i els 4x400 metres substituïren la prova de relleus combinada existent en l'edició de Londres, i la carrera de 3 milles per equips es reduí a 3.000 metres. La prova de decatló, que s'havia realitzat per primera vegada el 1904 però no el 1908, va retornar al programa. La prova de 3.200 metres obstacles s'eliminà del programa i la marxa atlètica comptà amb una única prova, els 10 quilòmetres.
S'inicià la competició del pentatló, i el llançament en estil lliure de disc i javelina del 1908 foren reemplaçats pel llançament a dues mans en les modalitats de pes, disc i javelina.

## Resum de medalles
| Prova                                      | Or                                                                                | Argent                                                                       | Bronze                                                                                  |
| 100 m detalls                              | Ralph Craig                                                                       | Alvah Meyer                                                                  | Don Lippincott                                                                          |
| 200 m detalls                              | Ralph Craig                                                                       | Don Lippincott                                                               | William Applegarth                                                                      |
| 400 m detalls                              | Charles Reidpath                                                                  | Hanns Braun                                                                  | Edward Lindberg                                                                         |
| 800 m detalls                              | Ted Meredith                                                                      | Mel Sheppard                                                                 | Ira Davenport                                                                           |
| 1.500 m detalls                            | Arnold Jackson                                                                    | Abel Kiviat                                                                  | Norman Taber                                                                            |
| 5.000 m detalls                            | Hannes Kolehmainen                                                                | Jean Bouin                                                                   | George Hutson                                                                           |
| 10.000 m detalls                           | Hannes Kolehmainen                                                                | Lewis Tewanima                                                               | Albin Stenroos                                                                          |
| 110 m tanques detalls                      | Frederick Kelly                                                                   | James Wendell                                                                | Martin Hawkins                                                                          |
| 4x100 m relleus detalls                    | Regne UnitDavid Jacobs · Henry Macintosh · Victor d'Arcy · William Applegarth     | SuèciaIvan Möller · Charles Luther · Ture Person · Knut Lindberg             | no concedida                                                                            |
| 4x400 m relleus detalls                    | Estats UnitsMel Sheppard · Edward Lindberg · Ted Meredith · Charles Reidpath      | FrançaCharles Poulenard · Pierre Failliot · Charles Lelong · Robert Schurrer | Regne UnitCyril Seedhouse · George Nicol · Ernest Henley · James Soutter                |
| 3.000 m per equip detalls                  | Estats UnitsTell Berna · Norman Taber · George Bonhag · Abel Kiviat · Louis Scott | SuèciaThorild Ohlsson · Ernst Wide · Bror Fock · Nils Frykberg · John Zander | Regne UnitWilliam Cottrill · George Hutson · Cyril Porter · Edward Owen · William Moore |
| Marató detalls                             | Kenneth McArthur                                                                  | Christian Gitsham                                                            | Gaston Strobino                                                                         |
| 10 km marxa detalls                        | George Goulding                                                                   | Ernest Webb                                                                  | Fernando Altimani                                                                       |
| Cros individual detalls                    | Hannes Kolehmainen                                                                | Hjalmar Andersson                                                            | John Eke                                                                                |
| Cros per equips detalls                    | SuèciaHjalmar Andersson · John Eke · Josef Ternström                              | FinlàndiaHannes Kolehmainen Jalmari Eskola Albin Stenroos                    | Regne UnitFrederick Hibbins · Ernest Glover · Thomas Humphreys                          |
| Salt de llargada detalls                   | Albert Gutterson                                                                  | Calvin Bricker                                                               | Georg Åberg                                                                             |
| Triple salt detalls                        | Gustaf Lindblom                                                                   | Georg Åberg                                                                  | Erik Almlöf                                                                             |
| Salt d'alçada detalls                      | Alma Richards                                                                     | Hans Liesche                                                                 | George Horine                                                                           |
| Salt amb perxa detalls                     | Harry Babcock                                                                     | Frank Nelson Marc Wright                                                     | William Happenny Frank Murphy Bertil Uggla                                              |
| Salt de llargada aturat detalls            | Konstantin Tsiklitiras                                                            | Platt Adams                                                                  | Benjamin Adams                                                                          |
| Salt d'alçada aturat detalls               | Platt Adams                                                                       | Benjamin Adams                                                               | Konstantin Tsiklitiras                                                                  |
| Llançament de pes detalls                  | Patrick McDonald                                                                  | Ralph Rose                                                                   | Lawrence Whitney                                                                        |
| Llançament de disc detalls                 | Armas Taipale                                                                     | Richard Byrd                                                                 | James Duncan                                                                            |
| Llançament de martell detalls              | Matt McGrath                                                                      | Duncan Gillis                                                                | Clarence Childs                                                                         |
| Llançament de javelina detalls             | Eric Lemming                                                                      | Juho Saaristo                                                                | Mór Kóczán                                                                              |
| Llançament de pes a dues mans detalls      | Ralph Rose                                                                        | Patrick McDonald                                                             | Elmer Niklander                                                                         |
| Llançament de disc a dues mans detalls     | Armas Taipale                                                                     | Elmer Niklander                                                              | Emil Magnusson                                                                          |
| Llançament de javelina a dues mans detalls | Juho Saaristo                                                                     | Väinö Siikaniemi                                                             | Urho Peltonen                                                                           |
| Pentatló detalls                           | Ferdinand Bie                                                                     | James Donahue                                                                | Frank Lukeman                                                                           |
| Pentatló detalls                           | Jim Thorpe                                                                        | James Donahue                                                                | Frank Lukeman                                                                           |
| Decatló detalls                            | Hugo Wieslander                                                                   | Charles Lomberg                                                              | Gösta Holmér                                                                            |
| Decatló detalls                            | Jim Thorpe                                                                        | Charles Lomberg                                                              | Gösta Holmér                                                                            |

1. 1 2  El 1913 la medalla li fou retirada pel Comitè Olímpic Internacional en ser considerat un atleta professional. L'any 1982 li fou restituïda per Joan Antoni Samaranch.

## Participants
556 atletes de 27 nacions hi prenen part. Egipte fou l'únic país que no va disputar cap prova d'atletisme.
| - Australàsia (5) - Àustria (12) - Bèlgica (2) - Bohèmia (11) - Canadà (18) - Xile (6) - Dinamarca (14) - Finlàndia (23) - França (32) |  | - Alemanya (24) - Regne Unit (65) - Grècia (5) - Hongria (27) - Islàndia (1) - Itàlia (14) - Japó (2) - Luxemburg (2) - Països Baixos (1) |  | - Noruega (23) - Portugal (4) - Rússia (35) - Regne de Sèrbia (3) - Sud-àfrica (7) - Suècia (108) - Suïssa (1) - Turquia (2) - Estats Units (109) |

## Medaller
| Posició | País           | Or | Argent | Bronze | Total |
| 1       | Estats Units   | 16 | 14     | 12     | 42    |
| 2       | Finlàndia      | 6  | 4      | 3      | 13    |
| 3       | Suècia         | 4  | 5      | 6      | 15    |
| 4       | Regne Unit     | 2  | 1      | 5      | 8     |
| 5       | Canadà         | 1  | 2      | 2      | 5     |
| 6       | Sud-àfrica     | 1  | 1      | 0      | 2     |
| 7       | Grècia         | 1  | 0      | 1      | 2     |
| 8       | Noruega        | 1  | 0      | 0      | 1     |
| 9       | França         | 0  | 2      | 0      | 2     |
| 9       | Imperi Alemany | 0  | 2      | 0      | 2     |
| 11      | Hongria        | 0  | 0      | 1      | 1     |
| 11      | Itàlia         | 0  | 0      | 1      | 1     |
|         |                |    |        |        |       |
| Total   | Total          | 32 | 31     | 31     | 94    |